# Gustavus (Alaska)
Gustavus es una ciudad ubicada en el Área censal de Hoonah–Angoon en el estado estadounidense de Alaska. En el Censo de 2010 tenía una población de 442 habitantes y una densidad poblacional de 7,44 personas por km².

## Geografía
Gustavus se encuentra en las coordenadas 58°24′48″N 135°44′13″O / 58.41333, -135.73694. Según la Oficina del Censo de los Estados Unidos, Gustavus tiene una superficie total de 95.67 km², de la cual 84.99 km² corresponden a tierra firme y (11.16%) 10.68 km² es agua.

## Demografía
Según el censo de 2010, había 442 personas residiendo en Gustavus. La densidad de población era de 7,44 hab./km². De los 442 habitantes, Gustavus estaba compuesto por el 91.4% blancos, el 0% eran afroamericanos, el 2.71% eran amerindios, el 1.13% eran asiáticos, el 0.23% eran isleños del Pacífico, el 0.23% eran de otras razas y el 4.3% pertenecían a dos o más razas. Del total de la población el 1.58% eran hispanos o latinos de cualquier raza.

## Localidades adyacentes
El siguiente diagrama muestra a las localidades más próximas a Gustavus.